# Daihatsu Mira e:S
Der Daihatsu Mira e:S (japanisch: ミライース; Miraīsu)  ist ein seit 2011 in der japanischen Kei-Car-Klasse angesiedelter Kleinstwagen den Daihatsu im Kyushu Werk in Nakatsu produziert. Er basiert auf dem Daihatsu Mira Fünftürer, besitzt aber eine eigenständige Karosserie und Innenausstattung. Der Name kürzt sich ab von E & CO s was übersetzt bedeutet Ökologie und Wirtschaft. Daher orientiert sich der Miraisu auf das wachsende Umweltbewusstsein in den letzten Jahren und dem Wunsch nach niedrigeren Fahrzeugpreisen.
Der aus dem Mira und anderen Modellen bekannte 658 cm³ Ottomotor erhielt ein höheres Verdichtungsverhältnis und die Injektoren wurden verbessert. Die Leistung beträgt 38 kW (52 PS) bei 6800/min. Eine elektronische Drosselklappensteuerung erhöht die Kraftstoffeffizienz und senkt die Emissionen je nach Fahrbedingungen. Ein CVT-Getriebe mit einer Hochleistungs-Ölpumpe abgestimmt sorgt ebenfalls für niedrigeren Kraftstoffverbrauch, wie die im Gewicht reduzierte Innenausstattung. Im Vergleich zum Mira ergab sich dadurch eine Gewichtsreduzierung von zirka 60 kg. Durch eine Veränderung des Bodens wurde darüber hinaus der Luftwiderstand reduziert, was auch eine Verbesserung der Vorderbremsleistung erbrachte.
Der Mira e:S ist zudem der erste Pkw mit CVT-Getriebe der über ein Start-Stopp-System verfügte.
Optional ist auch Allradantrieb neben dem grundsätzlichen Frontantrieb erhältlich.
Seit 2012 wird der Mira e:S auch von der Konzernmutter Toyota mittels Badge-Engineering als Toyota Pixis Epoch angeboten.

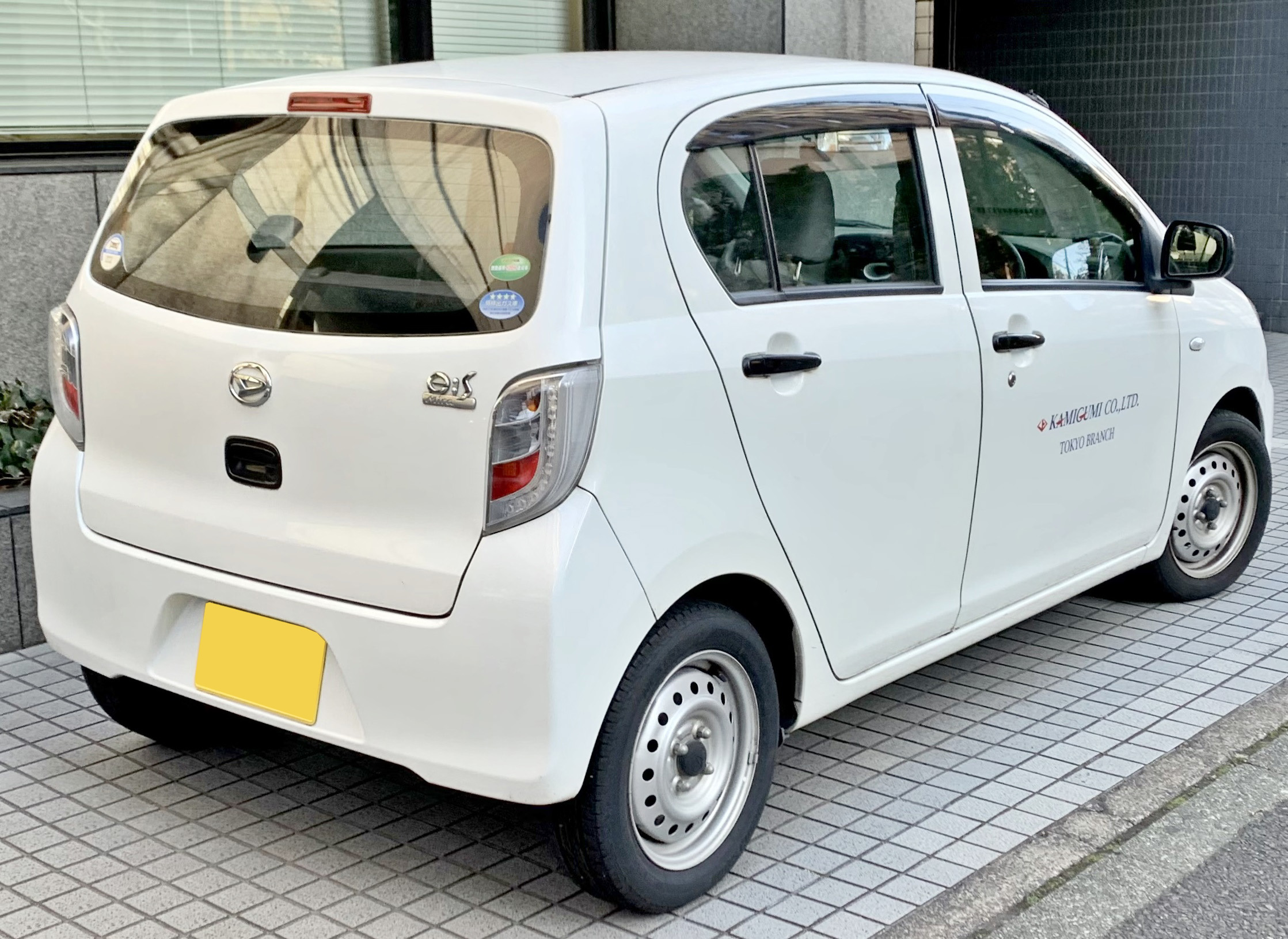
Heckansicht
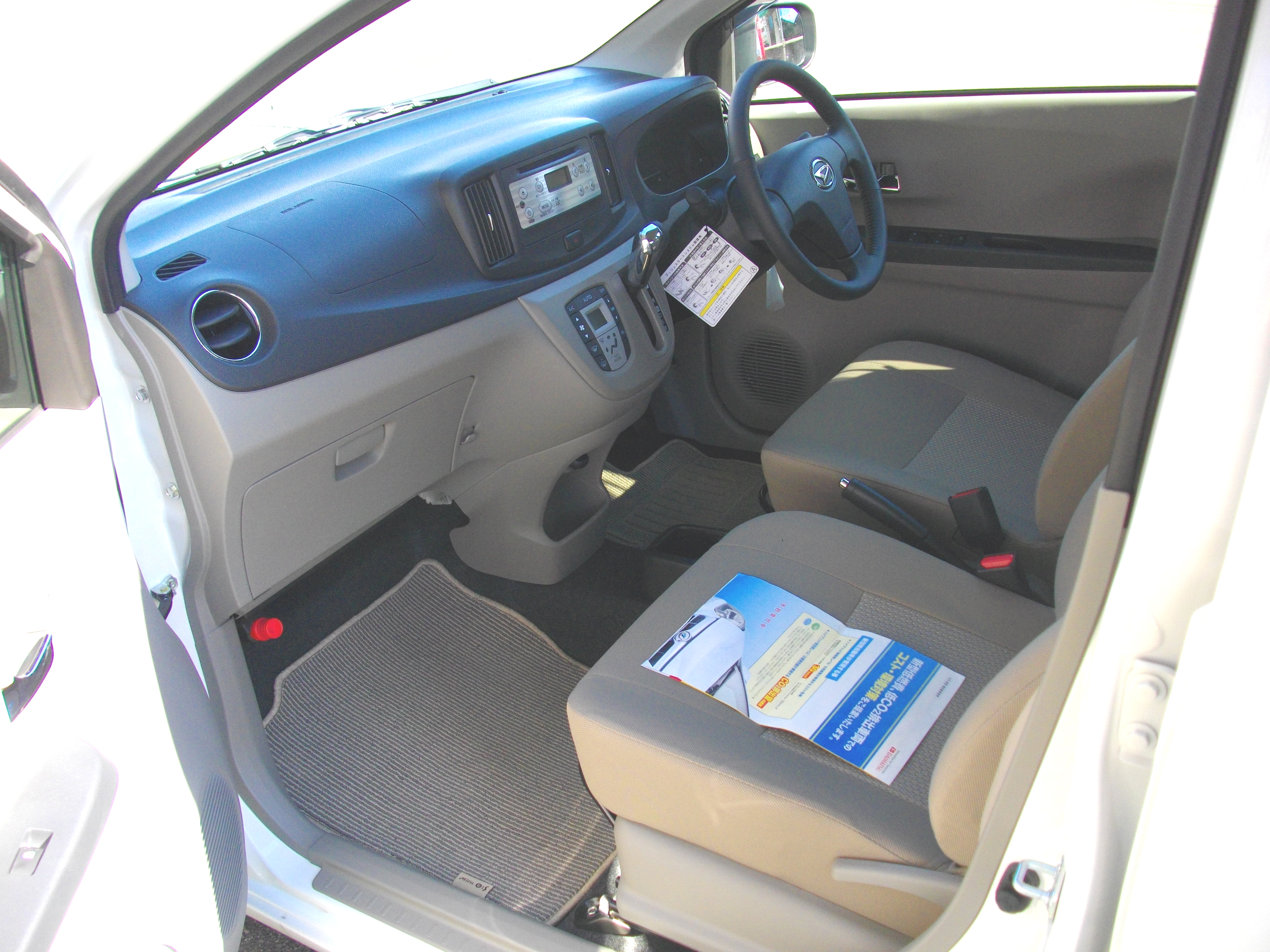
Armaturenbrett